# Кубок Шпенглера 2014
Кубок Шпенглера 2014 — 88-й традиційний турнір Кубок Шпенглера, що проходив у швейцарському місті Давос в період з 26 по 31 грудня 2014 року.
Традиційно окрім господарів хокейного клубу «Давос» та збірної команди Канади в ньому брали участь: переможець торішнього турніру швейцарський клуб «Серветт-Женева», хорватський клуб «Медвещак», фінський «Йокеріт» та російський «Салават Юлаєв».

## Арена
Традиційно усі матчі турніру проходять на Вайлент Арені.

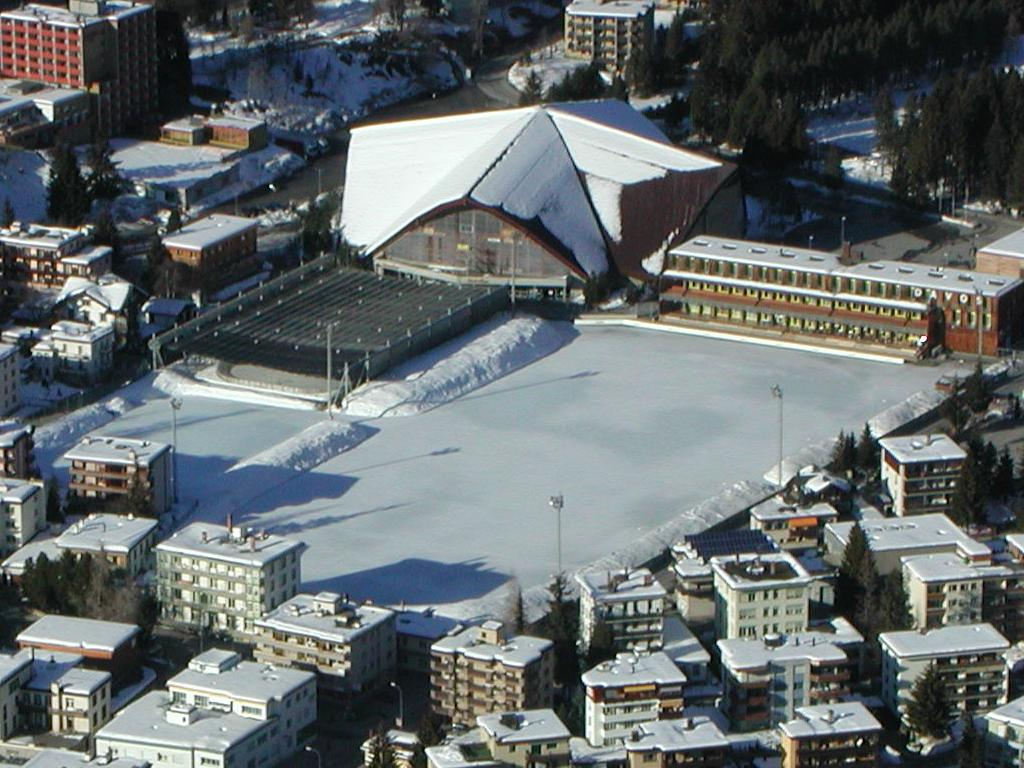
Вайлент Арена

## Регламент змагань
У кубку Шпенглера беруть участь шість хокейних колективів у двох групах.
У групах команди грають турнір за круговою системою: кожна з кожною. За перемогу в основний час нараховується три очки; команда, що програла, очок не отримує. Якщо ж основний час гри завершився нічиєю, командам зараховується по одному очку, а та з команд, що одержала перемогу в овертаймі або в серії післяматчевих штрафних кидків, отримує друге очко.
За регламентом змагань переможці груп виходять безпосередньо до півфіналу, а команди які зайняли 2-3 місця починають боротьбу з 1/4 фіналу.
Переможець фіналу отримує кубок Шпенглера.

## Попередній раунд

### Нарахування очок
- В (перемога в основний час) — 3 очка.
- ВО (перемога в овертаймі/булітах) — 2 очка.
- ПО (поразка в овертаймі/булітах) — 1 очко.
- П (поразка в основний час) — 0 очок.

### Група «Торріані»
| 26 грудня 2014 15:00 | «Серветт-Женева» | 3 : 2 (3:0, 0:2, 0:0) | «Салават Юлаєв» | Вайлент Арена, Давос Глядачів: 6300 |

| Протокол                                         | Протокол  | Протокол                           | Протокол  | Протокол                               |
| ------------------------------------------------ | --------- | ---------------------------------- | --------- | -------------------------------------- |
|                                                  | Бейз      | Голкіпери                          | Сохацький | Арбітри: Штефан Ейхман Даніель Піхачек |
| Каст — 05:48 Пайєтт — 13:59 Інті Пестоні — 17:21 |           | 31:31 — Слєпишев 34:14 — Хейккінен |           | Арбітри: Штефан Ейхман Даніель Піхачек |
| 10 хв.                                           | Вилучення | 4 хв.                              |           | Арбітри: Штефан Ейхман Даніель Піхачек |
| 16                                               | Кидки     | 31                                 |           | Арбітри: Штефан Ейхман Даніель Піхачек |

| 27 грудня 2014 15:00 | «Йокеріт» | 3 : 4 (1:2, 1:2, 1:0) | «Салават Юлаєв» | Вайлент Арена, Давос Глядачів: 6300 |

| Протокол | Протокол      | Протокол | Протокол      | Протокол                             |
| --- | ------------- | --- | ------------- | ------------------------------------ |
| | Ріку Геленіус | Голкіпери | Леланд Ірвінг | Арбітри: Штефан Ейхман Денні Курманн |
| Ету Пьості (Ніко Капанен, Оссі Вяянянен) — 0:16 Лінус Умарк (Атте Охтямяя) — 29:32 Лінус Умарк (Стів Мозес) — 41:30 |               | 2:03 — Глухов (Кутузов, Слєпишев) 10:49 — Антті Пільстрем (Вишневський, Зубарев) 28:49 — Антті Пільстрем (Кутузов, Кайгородов) 30:22 — Теему Хартікайнен (Ілкка Хейккінен) |               | Арбітри: Штефан Ейхман Денні Курманн |
| 12 хв. | Вилучення     | 10 хв. |               | Арбітри: Штефан Ейхман Денні Курманн |
| 33 | Кидки         | 26 |               | Арбітри: Штефан Ейхман Денні Курманн |

| 28 грудня 2014 15:00 | «Серветт-Женева» | 3 : 1 (1:0, 0:1, 2:0) | «Йокеріт» | Вайлент Арена, Давос Глядачів: 6300 |

| Протокол | Протокол       | Протокол                                        | Протокол        | Протокол                             |
| --- | -------------- | ----------------------------------------------- | --------------- | ------------------------------------ |
| | Янік Швенденер | Голкіпери                                       | Генрік Карлссон | Арбітри: Даніель Піхачек Марк Віганд |
| Кевін Ромі (Метью Ломбарді) — 6:27 Інті Пестоні (Вукович) — 41:36 Жакюме (Тейлор Пайєтт, Том Пайєтт) — 47:16 |                | 33:06 — Вілле Лаюнен (Лінус Умарк, Петр Коукал) |                 | Арбітри: Даніель Піхачек Марк Віганд |
| 8 хв. | Вилучення      | 20 хв.                                          |                 | Арбітри: Даніель Піхачек Марк Віганд |
| 37 | Кидки          | 27                                              |                 | Арбітри: Даніель Піхачек Марк Віганд |

| Команда          | В | ВО | ПО | П | ШЗ | ШП | Очк |
| ---------------- | - | -- | -- | - | -- | -- | --- |
| «Серветт-Женева» | 2 | 0  | 0  | 0 | 6  | 3  | 6   |
| «Салават Юлаєв»  | 1 | 0  | 0  | 1 | 6  | 6  | 3   |
| «Йокеріт»        | 0 | 0  | 0  | 2 | 4  | 7  | 0   |

### Група «Каттіні»
| 26 грудня 2014 20:15 | «Давос» | 2 : 1 (1:0, 0:0, 1:1) | Канада | Вайлент Арена, Давос Глядачів: 6300 |

| Протокол                               | Протокол         | Протокол               | Протокол    | Протокол                           |
| -------------------------------------- | ---------------- | ---------------------- | ----------- | ---------------------------------- |
|                                        | Леонардо Дженоні | Голкіпери              | Нолан Шефер | Арбітри: Денні Курманн Марк Віганд |
| Біт Форстер — 07:34 Аксельссон — 47:50 |                  | 49:10 — Александр Жіру |             | Арбітри: Денні Курманн Марк Віганд |
| 8 хв.                                  | Вилучення        | 16 хв.                 |             | Арбітри: Денні Курманн Марк Віганд |
| 29                                     | Кидки            | 37                     |             | Арбітри: Денні Курманн Марк Віганд |

| 27 грудня 2014 20:15 | «Медвещак» | 1 : 3 (0:2, 0:1, 1:0) | Канада | Вайлент Арена, Давос Глядачів: 6300 |

| Протокол                                  | Протокол     | Протокол | Протокол      | Протокол                                  |
| ----------------------------------------- | ------------ | --- | ------------- | ----------------------------------------- |
|                                           | Келвін Хітер | Голкіпери | Дрю Макінтайр | Арбітри: Даніель Піхачек Кендрік Ніколсон |
| Паскаль Пельтьє (Мартін Сен-П'єр) — 48:15 |              | 11:45 — Бад Голлувей (Деррік Вальзер, Байрон Річі) 17:36 — Стефано Джіліаті (Бретт Маклін) 21:07 — Александр Жіру (Марк-Антуан Пуліо) |               | Арбітри: Даніель Піхачек Кендрік Ніколсон |
| 4 хв.                                     | Вилучення    | 10 хв. |               | Арбітри: Даніель Піхачек Кендрік Ніколсон |
| 25                                        | Кидки        | 24 |               | Арбітри: Даніель Піхачек Кендрік Ніколсон |

| 28 грудня 2014 20:15 | «Давос» | 1 : 0 (1:0, 0:0, 0:0) | «Медвещак» | Вайлент Арена, Давос Глядачів: 6300 |

| Протокол                 | Протокол         | Протокол  | Протокол  | Протокол                                |
| ------------------------ | ---------------- | --------- | --------- | --------------------------------------- |
|                          | Леонардо Дженоні | Голкіпери | Марк Овуя | Арбітри: Денні Курманн Кендрік Ніколсон |
| Маркус Паульссон — 01:27 |                  |           |           | Арбітри: Денні Курманн Кендрік Ніколсон |
| 16 хв.                   | Вилучення        | 10 хв.    |           | Арбітри: Денні Курманн Кендрік Ніколсон |
| 25                       | Кидки            | 24        |           | Арбітри: Денні Курманн Кендрік Ніколсон |

| Команда    | В | ВО | ПО | П | ШЗ | ШП | Очк |
| ---------- | - | -- | -- | - | -- | -- | --- |
| «Давос»    | 2 | 0  | 0  | 0 | 3  | 1  | 6   |
| Канада     | 1 | 0  | 0  | 1 | 4  | 3  | 3   |
| «Медвещак» | 0 | 0  | 0  | 2 | 1  | 4  | 0   |

## Фінальний раунд

### 1/4 фіналу
| 29 грудня 2014 15:00 | «Салават Юлаєв» | 3 : 0 (1:0, 0:0, 2:0) | «Медвещак» | Вайлент Арена, Давос Глядачів: 5934 |

| Протокол                                                                       | Протокол      | Протокол  | Протокол     | Протокол                           |
| ------------------------------------------------------------------------------ | ------------- | --------- | ------------ | ---------------------------------- |
|                                                                                | Леланд Ірвінг | Голкіпери | Келвін Хітер | Арбітри: Штефан Ейхман Марк Віганд |
| Дмитро Сьомін — 19:25 Голованов — 49:23 Хартікайнен (Глухов, Слєпишев) — 53:13 |               |           |              | Арбітри: Штефан Ейхман Марк Віганд |
| 10 хв.                                                                         | Вилучення     | 16 хв.    |              | Арбітри: Штефан Ейхман Марк Віганд |
| 31                                                                             | Кидки         | 24        |              | Арбітри: Штефан Ейхман Марк Віганд |

| 29 грудня 2014 20:15 | Канада | 5 : 2 (1:2, 2:0, 2:0) | «Йокеріт» | Вайлент Арена, Давос Глядачів: 6000 |

| Протокол | Протокол      | Протокол                                          | Протокол      | Протокол                                  |
| --- | ------------- | ------------------------------------------------- | ------------- | ----------------------------------------- |
| | Дрю МакІнтайр | Голкіпери                                         | Ріку Геленіус | Арбітри: Кендрік Ніколсон Даніель Піхачек |
| Майкл ДюПонт (Марк-Антуан Пуліо) — 17:44 Александр Жіру (Майкл ДюПонт, Деррік Вальзер) — 24:11 Тамбелліні (Бад Голлувей) — 38:33 Бретт Маклін (Дженауея) — 53:08 Марк-Андре Граньяні (Марк-Антуан Пуліо, Дженауея) — 59:05 |               | 0:58 — Мозес (Умарк) 4:08 — Умарк (Мозес, Коукал) |               | Арбітри: Кендрік Ніколсон Даніель Піхачек |
| 24 хв. | Вилучення     | 20 хв.                                            |               | Арбітри: Кендрік Ніколсон Даніель Піхачек |
| 25 | Кидки         | 13                                                |               | Арбітри: Кендрік Ніколсон Даніель Піхачек |

### 1/2 фіналу
| 30 грудня 2014 15:00 | «Давос» | 3 : 4 ОТ (2:0, 0:1, 1:2, 0:0, 0:1) | «Салават Юлаєв» | Вайлент Арена, Давос Глядачів: 6300 |

| Протокол                                                                                                  | Протокол         | Протокол | Протокол      | Протокол                              |
| --- | ---------------- | --- | ------------- | ------------------------------------- |
| | Леонардо Дженоні | Голкіпери | Леланд Ірвінг | Арбітри: Кендрік Ніколсон Марк Віганд |
| Даніельсон (Перссон) — 04:15 Паульссон (Корві, Ліндгрен) — 13:42 Даніельсон (Аксельссон, Перссон) — 52:48 |                  | 27:35 — Панков (Кайгородов) 41:12 — Слєпишев (Кайгородов) 49:16 — Хлистов (Голованов, Зубарев) переможний буліт — Хартікайнен |               | Арбітри: Кендрік Ніколсон Марк Віганд |
| 39 хв. | Вилучення        | 41 хв. |               | Арбітри: Кендрік Ніколсон Марк Віганд |
| 30 | Кидки            | 29 |               | Арбітри: Кендрік Ніколсон Марк Віганд |

| 30 грудня 2014 20:15 | «Серветт-Женева» | 6 : 5 (2:0, 3:3, 1:2) | Канада | Вайлент Арена, Давос Глядачів: 6300 |

| Протокол | Протокол       | Протокол | Протокол                  | Протокол                             |
| --- | -------------- | --- | ------------------------- | ------------------------------------ |
| | Янік Швенденер | Голкіпери | Дрю МакІнтайр Нолан Шефер | Арбітри: Штефан Ейхман Денні Курманн |
| Пестоні (Пікард, Ромі) — 8:10 Том Пайєтт (Ломбарді, Тейлор Пайєтт) — 19:40 Леффель (Том Пайєтт) — 26:46 Буйон (Альмонд) — 27:04 Каст (Рубін) — 30:25 Леффель (Жакюме) — 45:19 |                | 30:54 — Гедден (ДюПонт, Вальзер) 36:03 — Паран (Маккарті) 39:26 — Самсон (Пуліо, Міккелсон) 41:39 — Жіру (ДюПонт) 50:42 — Пуліо (Жіру) |                           | Арбітри: Штефан Ейхман Денні Курманн |
| 10 хв. | Вилучення      | 8 хв. |                           | Арбітри: Штефан Ейхман Денні Курманн |
| 33 | Кидки          | 31 |                           | Арбітри: Штефан Ейхман Денні Курманн |

### Фінал
| 31 грудня 2014 12:00 | «Салават Юлаєв» | 0 : 3 (0:0, 0:2, 0:1) | «Серветт-Женева» | Вайлент Арена, Давос Глядачів: 6300 |

| Протокол | Протокол      | Протокол | Протокол       | Протокол                                |
| -------- | ------------- | --- | -------------- | --------------------------------------- |
|          | Леланд Ірвінг | Голкіпери | Янік Швенденер | Арбітри: Денні Курманн Кендрік Ніколсон |
|          |               | 22:54 — Жакюме (Том Пайєтт, Леффель) 34:31 — Рубін (Альмонд, Леффель) 49:26 — Тейлор Пайєтт (Том Пайєтт, Рубін) |                | Арбітри: Денні Курманн Кендрік Ніколсон |
| 10 хв.   | Вилучення     | 10 хв. |                | Арбітри: Денні Курманн Кендрік Ніколсон |
| 27       | Кидки         | 31 |                | Арбітри: Денні Курманн Кендрік Ніколсон |

## Команда усіх зірок
| Позиція              | Гравець          | Країна    | Команда          |
| -------------------- | ---------------- | --------- | ---------------- |
| Воротар              | Леонардо Дженоні | Швейцарія | «Давос»          |
| Правий захисник      | Фелісьєн дю Буа  | Швейцарія | «Давос»          |
| Лівий захисник       | Ілкка Хейккінен  | Фінляндія | «Салават Юлаєв»  |
| Правий нападник      | Лінус Умарк      | Швеція    | «Йокеріт»        |
| Центральний нападник | Інті Пестоні     | Швейцарія | «Серветт-Женева» |
| Лівий нападник       | Антон Слєпишев   | Росія     | «Салават Юлаєв»  |

## Найкращі бомбардири
| Гравець           | Команда          | І | Г | П | О |
| ----------------- | ---------------- | - | - | - | - |
| Марк-Антуан Пуліо | Канада           | 4 | 1 | 5 | 6 |
| Том Пайєтт        | «Серветт-Женева» | 4 | 1 | 5 | 6 |
| Лінус Умарк       | «Йокеріт»        | 3 | 3 | 2 | 5 |
| Александр Жіру    | Канада           | 4 | 4 | 1 | 5 |
| Антон Слєпишев    | «Салават Юлаєв»  | 5 | 2 | 3 | 5 |
| Майкл ДюПонт      | Канада           | 4 | 1 | 4 | 5 |
| Тейлор Пайєтт     | «Серветт-Женева» | 4 | 2 | 2 | 4 |
| Ромен Леффель     | «Серветт-Женева» | 4 | 2 | 2 | 4 |